# Мелаје
Мелаје је насеље у Србији у општини Тутин у Рашком округу. Према попису из 2022. било је 429 становника.

## Демографија
У насељу Мелаје живи 298 пунолетних становника, а просечна старост становништва износи 32,4 година (31,5 код мушкараца и 33,1 код жена). У насељу има 82 домаћинства, а просечан број чланова по домаћинству је 5,26.
Ово насеље је великим делом насељено Бошњацима (према попису из 2002. године).
|  |

| Демографија | Демографија | Демографија |
| Година      | Становника  | Становника  |
| ----------- | ----------- | ----------- |
| 1948.       | 492         |             |
| 1953.       | 562         |             |
| 1961.       | 578         |             |
| 1971.       | 507         |             |
| 1981.       | 598         |             |
| 1991.       | 666         | 614         |
| 2002.       | 431         | 650         |

| Етнички састав према попису из 2002.‍ | Етнички састав према попису из 2002.‍ | Етнички састав према попису из 2002.‍ | Етнички састав према попису из 2002.‍ | Етнички састав према попису из 2002.‍ |
| ------------------------------------ | ------------------------------------ | ------------------------------------ | ------------------------------------ | ------------------------------------ |
|                                      |                                      |                                      |                                      |                                      |
| Бошњаци                              | Бошњаци                              |                                      | 426                                  | 98,83%                               |
| Муслимани                            | Муслимани                            |                                      | 2                                    | 0,46%                                |
| Срби                                 | Срби                                 |                                      | 1                                    | 0,23%                                |
| непознато                            | непознато                            |                                      | 2                                    | 0,46%                                |

| Година пописа     | 1948. | 1953. | 1961. | 1971. | 1981. | 1991. | 2002. |
| ----------------- | ----- | ----- | ----- | ----- | ----- | ----- | ----- |
| Број домаћинстава | 80    | 91    | 89    | 76    | 84    | 93    | 82    |

| Број чланова      | 1 | 2 | 3 | 4  | 5  | 6  | 7  | 8 | 9 | 10 и више | Просек |
| ----------------- | - | - | - | -- | -- | -- | -- | - | - | --------- | ------ |
| Број домаћинстава | 1 | 8 | 8 | 13 | 18 | 13 | 12 | 4 | 2 | 3         | 5,26   |

| Пол    | Укупно | Неожењен/Неудата | Ожењен/Удата | Удовац/Удовица | Разведен/Разведена | Непознато |
| ------ | ------ | ---------------- | ------------ | -------------- | ------------------ | --------- |
| Мушки  | 141    | 45               | 88           | 8              | 0                  | 0         |
| Женски | 183    | 55               | 93           | 23             | 1                  | 11        |
| УКУПНО | 324    | 100              | 181          | 31             | 1                  | 11        |

| Пол    | Укупно                    | Пољопривреда, лов и шумарство | Рибарство                            | Вађење руде и камена | Прерађивачка индустрија       |
| ------ | ------------------------- | ----------------------------- | ------------------------------------ | -------------------- | ----------------------------- |
| Мушки  | 63                        | 52                            | 0                                    | 0                    | 0                             |
| Женски | 46                        | 41                            | 0                                    | 0                    | 0                             |
| УКУПНО | 109                       | 93                            | 0                                    | 0                    | 0                             |
| Пол    | Производња и снабдевање   | Грађевинарство                | Трговина                             | Хотели и ресторани   | Саобраћај, складиштење и везе |
| Мушки  | 0                         | 0                             | 1                                    | 0                    | 1                             |
| Женски | 0                         | 0                             | 1                                    | 0                    | 0                             |
| УКУПНО | 0                         | 0                             | 2                                    | 0                    | 1                             |
| Пол    | Финансијско посредовање   | Некретнине                    | Државна управа и одбрана             | Образовање           | Здравствени и социјални рад   |
| Мушки  | 0                         | 0                             | 0                                    | 5                    | 0                             |
| Женски | 0                         | 0                             | 0                                    | 2                    | 1                             |
| УКУПНО | 0                         | 0                             | 0                                    | 7                    | 1                             |
| Пол    | Остале услужне активности | Приватна домаћинства          | Екстериторијалне организације и тела | Непознато            | Непознато                     |
| Мушки  | 2                         | 0                             | 0                                    | 2                    | 2                             |
| Женски | 0                         | 0                             | 0                                    | 1                    | 1                             |
| УКУПНО | 2                         | 0                             | 0                                    | 3                    | 3                             |